# Aleksander Pierieswiet
Aleksander Pierieswiet, ros. Александр Пересвет (zm. 8 września 1380) – półlegendarny ruski mnich prawosławny, uczestnik bitwy na Kulikowym Polu, święty Rosyjskiego Kościoła Prawosławnego.
Według prawosławnej tradycji pochodził z Briańska i przed wstąpieniem do monasteru był doświadczonym wojownikiem. Przed 1380 był zakonnikiem w monasterze Trójcy Świętej kierowanym przez późniejszego świętego Sergiusza z Radoneża. Moment i okoliczności złożenia przezeń ślubów mniszych nie są znane. Według tradycji przed udaniem się na bitwę z wojskami chana Mamaja wielki książę moskiewski Dymitr Doński udał się do Sergiusza z Radoneża z prośbą o błogosławieństwo, a uzyskawszy je poprosił także, by Sergiusz pozwolił mnichom Aleksandrowi i Andrzejowi (Oslabii) dołączyć do wojsk. Duchowny zgodził się. Przed wymarszem armii zwolnił obu ze ślubów wielkiej schimy.
W początkowej fazie bitwy przed wojskami ruskimi miał pojawić się tatarski harcownik, prowokujący wojowników przeciwnika na pojedynek. Widząc, iż żaden z towarzyszy broni nie podejmuje wyzwania, do walki z nim stanął Aleksander Pierieswiet. Krótkie starcie zakończyło się śmiercią obydwu uczestników pojedynku. Wydarzenie to, opisane w latopisach ruskich oraz w literackim opisie bitwy Zadońszczyzna, stało się jedną z najpopularniejszych legend rosyjskich.
Dwaj mnisi z klasztoru Trójcy Świętej (obaj najprawdopodobniej polegli w bitwie) zostali pochowani w cerkwi Narodzenia Matki Bożej w Monasterze Simonowskim w Moskwie. W czasie przebudowy świątyni w epoce Katarzyny II w świątyni odnaleziono tablicę z wymienionymi ich imionami. Cerkiew Narodzenia Matki Bożej została zniszczona po likwidacji monasteru w 1928, nagrobek obydwu legendarnych wojowników odnowiono w 1989, po przywróceniu obiektu do użytku liturgicznego.
Postacie Aleksandra Pierieswieta i Andrzeja Oslabii pojawiały się na ikonach Sergiusza z Radoneża ze scenami z jego żywota, w 1980 został napisany ich pierwszy odrębny wizerunek. Moment kanonizacji obydwu mnichów jest nieznany, jednak musiało to nastąpić przed XVII stuleciem. W 1981 zaliczono ich do Soboru Świętych Radoneskich. Wspomnienie obydwu przypada także 7 września, w przeddzień rocznicy ich przypuszczalnej śmierci.
Imieniem Pierieswieta został nazwany m.in. rosyjski pancernik z końca XIX wieku.